# Navamorales (kommunhuvudort)
Navamorales är en kommunhuvudort i Spanien.   Den ligger i provinsen Provincia de Salamanca och regionen Kastilien och Leon, i den centrala delen av landet, 150 km väster om huvudstaden Madrid. Navamorales ligger 995 meter över havet och antalet invånare är 127.
Terrängen runt Navamorales är kuperad åt nordost, men åt sydväst är den platt.Runt Navamorales är det glesbefolkat, med 13 invånare per kvadratkilometer. Närmaste större samhälle är Guijuelo, 18,5 km nordväst om Navamorales. Omgivningarna runt Navamorales är huvudsakligen savann.